# Wilhelm Meisl
Wilhelm Meisl, noto come Willy (Vienna, 26 dicembre 1895 – 12 giugno 1968), è stato un calciatore, pallanuotista, allenatore di calcio, giornalista e saggista austriaco.

## Biografia
Fratello di Hugo Meisl, calciatore e soprattutto allenatore di quell'Austria conosciuta come Wunderteam, Wilhelm nacque nel dicembre 1895 a Vienna, città in cui nel 1922 si laurea in legge. Dopo la prima guerra mondiale svolge la sua carriera di calciatore e poi di allenatore oltre a dedicarsi al nuoto, alla boxe, al tennis ed alla pallanuoto, disciplina nella quale raggiunse anche la nazionale. Terminata la carriera sportiva si trasferisce a Berlino ove i suoi scritti dedicati allo sport venivano apprezzati tra gli intellettuali frequentatori del Romanisches Café, tanto da venire notato dalla casa editrice Ullstein Verlag e scelto come inviato ai giochi della VIII Olimpiade, tenutisi a Parigi.
Dal 1924 è redattore del giornale berlinese Vossische Zeitung, incarico che lascerà, nonostante nel 1933 a causa delle ingerenze naziste a causa delle sue origini ebraiche e di un suo articolo del 1933 in cui esaltava il contributo della comunità ebraica tedesca allo sport teutonico, Von Danny Mendoza bis Carr. Nel 1928 partecipa ai giochi della IX Olimpiade nella competizione dedicata alle arti, nelle sezioni lirica ed epica. Costretto ad emigrare dapprima in Norvegia e poi in Gran Bretagna nel 1934, entra due anni dopo nel "World Journalist", pubblicazione ufficiale della British Olympic Association. Nel 1940, durante la seconda guerra mondiale, entra nell'esercito britannico rimanendovi sino al 1943 quando passa al British Foreign Office.
Nel 1946 torna al giornalismo, divenendo corrispondente sportivo da Londra per le testate svedesi Dagens Nyheter ed Exporessen, oltre ad alcuni giornali inglesi, svizzeri e tedeschi. Durante tutta la sua carriera giornalistica scrive numerosi saggi sportivi, tra cui Soccer Revolution del 1955 in cui sostenne il valore delle idee tattiche del fratello Hugo, ed è considerato uno dei padri fondatori del giornalismo sportivo moderno. Lasciato il giornalismo si trasferisce in Svizzera a Lugano, morendo poi di cancro il 12 giugno 1968.

## Opere
- Der Schwimmsport, 1925
- Boxen, 1925
- Der Fussballsport, 1925
- Olympia 1928, 1928, autore principale
- Der Sport am Scheidewege, 1928
- Fussball, der Welsport, 1930
- ABC des Fussballspiels
- Olympia 1932, 1932, autore principale
- Soccer Revolution 1955
- Juden im deutschen Sport, 1968, in collaborazione con Felix Pinczower (postumo)

## Carriera sportiva

### Calciatore

#### Club
Entra nella prima squadra dell'Amateure Vienna, con cui esordisce nella 1. Klasse 1919-1920 ottenendo il secondo posto finale, mentre perse la finale della Niederösterreichischen-Cup 1919-1920.
Ottenne identico piazzamento nella stagione seguente, nella quale però vinse la Niederösterreichischen-Cup 1920-1921. Chiuse la stagione 1921-1922 al quarto posto finale, raggiungendo nuovamente la finale di coppa d'Austria.

#### Nazionale
Nel maggio 1920 Meisl ha difeso la porta della nazionale austriaca, guidata dal fratello Hugo, nell'amichevole terminata 2-2 contro l'Ungheria.

##### Cronologia presenze e reti in Nazionale
| Cronologia completa delle presenze e delle reti in nazionale ― Austria | Cronologia completa delle presenze e delle reti in nazionale ― Austria | Cronologia completa delle presenze e delle reti in nazionale ― Austria | Cronologia completa delle presenze e delle reti in nazionale ― Austria | Cronologia completa delle presenze e delle reti in nazionale ― Austria | Cronologia completa delle presenze e delle reti in nazionale ― Austria | Cronologia completa delle presenze e delle reti in nazionale ― Austria | Cronologia completa delle presenze e delle reti in nazionale ― Austria |
| Data                                                                   | Città                                                                  | In casa                                                                | Risultato                                                              | Ospiti                                                                 | Competizione                                                           | Reti                                                                   | Note                                                                   |
| ---------------------------------------------------------------------- | ---------------------------------------------------------------------- | ---------------------------------------------------------------------- | ---------------------------------------------------------------------- | ---------------------------------------------------------------------- | ---------------------------------------------------------------------- | ---------------------------------------------------------------------- | ---------------------------------------------------------------------- |
| 02-05-1920                                                             | Vienna                                                                 | Austria                                                                | 2 – 2                                                                  | Ungheria                                                               | Amichevole                                                             | -2                                                                     |                                                                        |
| Totale                                                                 |                                                                        | Presenze                                                               | 1                                                                      |                                                                        | Reti                                                                   | -2                                                                     |                                                                        |

### Allenatore
Lasciato il calcio giocato, nel 1923 si trasferisce in Svezia per allenare l'Hammarby. Con il club capitolino ottiene il quarto posto nel girone Östra della Svenska Serien 1923-1924, a cui segue il dodicesimo ed ultimo posto, con conseguente retrocessione, nell'Allsvenskan 1924-1925, prima edizione del campionato svedese a girone unico. Terminata l'esperienza all'Hammarby si trasferisce in Germania per intraprendere la carriera giornalistica.

## Palmarès
- Coppa d'Austria: 1

Wiener Amateure: 1921